# Kacper Kozłowski
Kacper Kozłowski (Olsztyn, 7 dicembre 1986) è un velocista polacco.

## Palmarès
| Anno | Manifestazione   | Sede       | Evento        | Risultato  | Prestazione | Note |
| ---- | ---------------- | ---------- | ------------- | ---------- | ----------- | ---- |
| 2005 | Europei juniores | Kaunas     | 400 m piani   | 4º         | 46"87       |      |
| 2007 | Europei under 23 | Debrecen   | 400 m piani   | Bronzo     | 45"86       |      |
| 2007 | Europei under 23 | Debrecen   | 4×400 m       | Argento    | 3'04"76     |      |
| 2007 | Mondiali         | Osaka      | 4×400 m       | Bronzo     | 3'00"05     |      |
| 2009 | Universiade      | Belgrado   | 400 m piani   | 4º         | 46"27       |      |
| 2009 | Universiade      | Belgrado   | 4×400 m       | Argento    | 3'05"69     |      |
| 2009 | Mondiali         | Berlino    | 4×400 m       | 5º         | 3'02"23     |      |
| 2010 | Europei          | Barcellona | 400 m piani   | 8º         | 46"07       |      |
| 2010 | Europei          | Barcellona | 4×400 m       | 5º         | 3'03"42     |      |
| 2011 | Mondiali         | Taegu      | 4×400 m       | Batteria   | 3'01"84     |      |
| 2012 | Europei          | Helsinki   | 400 m piani   | Semifinale | 46"54       |      |
| 2012 | Europei          | Helsinki   | 4×400 m       | 4º         | 3'02"37     |      |
| 2012 | Giochi olimpici  | Londra     | 4×400 m       | Batteria   | 3'02"86     |      |
| 2013 | Mondiali         | Mosca      | 4×400 m       | Batteria   | 3'01"73     |      |
| 2014 | Mondiali indoor  | Sopot      | 4×400 m       | 4º         | 3'04"39     |      |
| 2014 | World Relays     | Nassau     | 4×400 m       | Batteria   | 3'05"16     |      |
| 2014 | Europei          | Zurigo     | 4×400 m       | Argento    | 2'59"85     |      |
| 2015 | World Relays     | Nassau     | 4×400 m       | 9º         | 3'05"13     |      |
| 2016 | Europei          | Amsterdam  | 4×400 m       | Argento    | 3'01"18     |      |
| 2017 | Europei indoor   | Belgrado   | 4×400 m       | Oro        | 3'06"99     |      |
| 2017 | World Relays     | Nassau     | 4×400 m       | 11º        | 3'07"89     |      |
| 2017 | World Relays     | Nassau     | 4×400 m mista | 4º         | 3'22"26     |      |